# Álvaro Giménez Candela
Álvaro Giménez Candela, conegut simplement com a Álvaro (Elx, 19 de maig de 1991), és un futbolista valencià que juga com a davanter pel Racing de Ferrol.

## Trajectòria esportiva
Giménez es va formar al planter de l'Elx CF. Va debutar amb el primer equip el 22 de setembre de 2007 en una derrota per 1–2 a fora contra la Reial Societat, i va jugar sis partits més de segona divisió amb el primer equip aquella temporada.
El gener de 2010 Álvaro va signar contracte amb el València CF, que ja havia intentat fitxar el jugador l'any anterior. Va incorporar-se a l'equip B, i va jugar-hi poc, mentre l'equip baixava de segona B.
Álvaro va tornar a la seva ciutat la temporada 2010–11 per jugar a la tercera divisió, amb el Torrellano Illice CF. El 4 de juliol de 2011 va fitxar pel RCD Mallorca B de la Segona B, i fou ascendit al primer equip poc després i va debutar a La Liga el 29 d'octubre, en una derrota per 0–5 contra el FC Barcelona.
Els primers dos gols d'Álvaro a amb els balears varen donar punts al seu equip, ja que va marcar contra l'Athletic Club (1–1, a casa) i l'Sporting de Gijón (victòria per 3–2, fora) en ambdues ocasions l'entrenador, Joaquín Caparrós, el posà a l'onze inicial. De tota manera, l'agost de 2012, va haver d'operar-se per corregir una pubàlgia, i no va poder tornar a jugar fins al novembre.
L'estiu de 2013 Álvaro va fitxar per l'Elx CF, inicialment per jugar amb l'equip filial a la Segona B. L'octubre va patir una lesió greu de genoll, i no va tornar a jugar fins al maig de l'any següent.
El 19 d'agost de 2014 Álvaro va signar un nou contracte de dos anys amb l'Elx, i fou definitivament ascendit al primer equip.